# Цайлер, Мартин
Мартин Цайлер (нем. Martin Zeiller; 17 апреля 1589, Рантен, Мурау — 6 октября 1661, Ульм) — немецкий автор-полимат.

## Биография
Родился 17 апреля 1589 года в Рантене, Мурау. 
С 1608 года изучал историю и право в Виттенберге. По окончании обучения работал домашним учителем и нотариусом в Линце.
С 1629 года жил в Ульме, где занимался педагогической деятельностью.
Умер 6 октября 1661 года в Ульме.

## Интеллектуальное наследие
Автор многочисленных трудов, самым известным и значимым из которых является «Topographia Germaniae», изданный во Франкфурте-на-Майне в типографии Маттеуса Мериана в 16 томах в 1642—1654 годах и продолженный с включением описаний Италии, Крита и Франции до 30 томов, изданных до 1688 года. Издание включает 92 карты и 1486 гравюр и является крупнейшим произведением типографского искусства своего времени.

### Избранная библиография
- Fidus achates, oder Getreuer Reisgefert. Ulm, 1651.
- Historici, chronologici et geographi... quo vixerunt, et operibus... scripserunt. 2 Bde. Ulm, 1652.
- 100 Dialogi oder Gespräch von unterschiedlichen Sachen. Ulm, 1653.
- Handbuch von allerley nutzlichen Erinerungen. 2 Bde. Ulm, 1655.